# Ladislav Trpkoš
Ladislav Trpkoš (Vysoké Mýto, 17 gennaio 1915 – 2004) è stato un cestista e allenatore di pallacanestro cecoslovacco.

## Carriera
Trpkoš ha disputato due edizioni dei Giochi olimpici: Berlino 1936 e Londra 1948. Ha vinto l'oro ai FIBA EuroBasket 1946 e l'argento ai FIBA EuroBasket 1947.